# Provincia Toledo
Toledo este o provincie în Spania centrală, în comunitatea autonomă Castilia-La Mancha. Capitala sa este Toledo.
Se învecinează cu provinciile Madrid, Cuenca, Ciudad Real, Badajoz, Cáceres și Ávila. Provincia are o lățime pe direcția est-vest de 170 km, iar pe direcția nord-sud 73 km. Perimetrul ei este de 848 km, iar suprafața de 15.370 km², fiind ca mărime a treia provincie din regiunea Castilia-La Mancha. Provincia este traversată de la este spre vest de fluviul Tajo. Pe teritoriul său se află Parcul Național Cabañeros.
În anul 2008, provincia Toledo avea o populație de 670.203 loc. din care 1/8 trăiesc în capitala provinciei Toledo. Provincia Toledo este subîmpărțită în 204 municipii, printre care se află localitatea Illán de Vacas, cu 6 locuitori, cea mai mică localitate din Spania.

## Localitățile importante

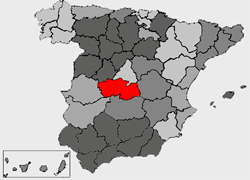
Provincia Toledo

(Nr. locuitorilor la: 1 ianuarie 2008)
| Localitate            | Populație |
| --------------------- | --------- |
| Talavera de la Reina  | 87.763    |
| Toledo                | 80.810    |
| Illescas              | 19.167    |
| Seseña                | 13.843    |
| Torrijos              | 12.674    |
| Madridejos            | 11.354    |
| Sonseca               | 11.178    |
| Quintanar de la Orden | 11.067    |
| Consuegra             | 10.876    |
| Villacañas            | 10.605    |
| Mora                  | 10.536    |